# The North Face

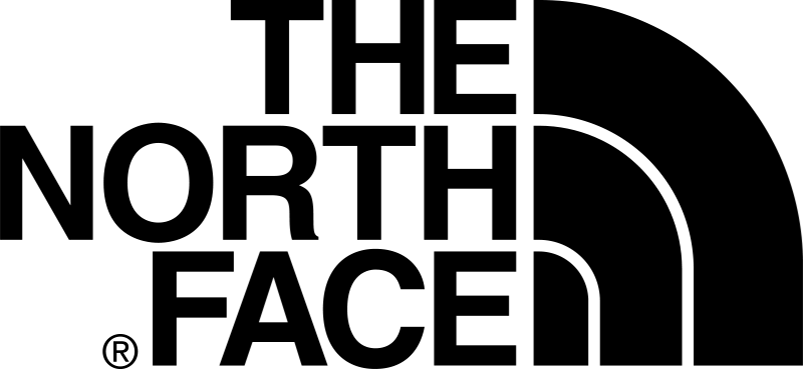
The North Face logotyp är inspirerad av Half Dome i Yosemite nationalpark.

The North Face är ett amerikanskt företag grundat 1966 som säljer produkter för friluftsliv såsom skor, kläder och utrustning. Företaget var ursprungligen specifikt inriktat mot klättrare. Företagets logotyp är inspirerad av bergformationen Half Dome i Yosemite nationalpark. Företaget grundades av Douglas och Susie Tompkins i San Francisco och köptes två år senare upp av Kenneth Klopp. Företaget har sitt nuvarande säte i Denver i Colorado.